# Ольховатка (Новооскольский район)
Ольховатка — село в Новооскольском районе Белгородской области. Входит в состав Беломестненского сельского поселения.

## География
Ольховатка расположена в лесостепной зоне, в 9 км к юго-западу от райцентра Нового Оскола. Через село проходит автодорога регионального значения 14К-1 (Белгород—Павловск). В 3 км от села протекает река Оскол.

## Название
По одной из версий происхождения названия Ольховатка, в селе было большое озеро, в котором водились дикие утки, гуси. По берегам озера рос большой камыш и было много ольхи. Поэтому село и назвали Ольховаткой. 

## История
В 1791 года однодворцы деревни Ольховатка Новооскольского округа совершили самовольную порубку леса помещицы Арефьевой. 
В 1879 году была построена церковь, которая называлась «Введение во храм Пресвятой Богородицы». В церкви проходили службы во все христианские праздники, особенно почитаемым был престольный праздник «Введение»[уточнить]. 
В 1886 году село Ольховатка относится к Богородской волости. В 1886 году в Ольховатке построена церковно-приходская школа по инициативе местного землевладельца Старова. 
В июле 1928 года был создан Новооскольский район, в котором село Ольховатка стало центром сельского Совета из двух населённых пунктов (второй — хутор Кульма), но в последующие годы этот статус утратило, вошло в состав Беломестненского сельсовета.
10 июня 1942 года село было оккупировано немецкими войсками. 28 января 1943 года в село вошли первые советские разведчики. 15 февраля 1943 года в бою у села Ольховатка погиб башкирский поэт Хусаин Кунакбай.
В 1965 году произошло объединение колхозов имени Жданова, «Память Ленина», «Правда» имени Калинина. На их базе был создан свиноводческий спецколхоз, который был впоследствии назван «Дружба», а село Ольховатка вошло в колхоз, как производственный участок № 1. 
В 1980 году в селе построен водопровод, асфальтирована главная улица села, построены дома на Новой улице. 
В 1990 году в новые здания переведены фельдшерско-акушерский пункт, почтовое отделение и сберкасса, построен новый детский сад. 
В 1995 года открыта новая средняя школа на 200 мест. В 1996 году была начата газификация села.

## Население
По сведениям переписи 1885 года, село Ольховатка насчитывала 199 дворов, 1152 жителя. В 1932 году в Ольховатке был 1591 житель, в 1979 году — 817, в 1989 году — 740.
| 2002 | 2010 |
| ---- | ---- |
| 755  | ↗787 |